# 神田瀬川

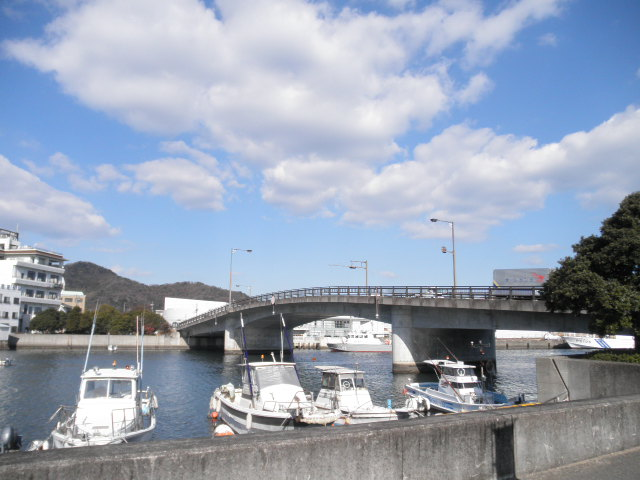
八千代橋

神田瀬川（かんだせがわ）は、徳島県小松島市を流れる二級河川である。

## 地理
同市小松島町に水源があり、小松島湾（紀伊水道）に注ぐ。
上流は小松島市内田浦町北方と南方の清浄ヶ淵の両方に求めることができる。中流に河跡湖の菖蒲田池がある。位置・形態などから勝浦川の旧河道であることは明らかである。
小松島港はその河港から発展したもので、現在も右岸には漁港がある。市街地の発展と工場建設による廃水のため、水質汚染が極度に達したが、浄化対策が進むにつれて幾分好転してきた。河口に近い千歳橋付近が小松島市の中心街である。

## 支流
- 新堀川
  - 広見川
- 豊ノ本川
- 大瀬川
- 芝生川

## 橋梁
- 八千代橋（徳島県道120号徳島小松島線）

## 流域の主な施設
- しおかぜ公園
- 小松島市立小松島小学校
- JR牟岐線南小松島駅

## 流域の自治体
徳島県
小松島市